# Gelibolulu Mustafa Ali
Pour les articles homonymes, voir Ali.
Œuvres principales
Künhü'l-aḫbār
Nusretnāme
Mihr ü Mâh
Gelibolulu Mustafa Âlî bin Ahmed bin Abdülmevlâ Çelebi (littéralement Mustafa Ali de Gelibolu, fils de Ahmed fils de Abdülmevlâ Çelebi) (1541-1600) est un historien, un écrivain, un intellectuel et un critique social. Il représente une figure majeure de la littérature ottomane du XVIe siècle. Il a occupé différents postes dans l'administration publique, tels secrétaire du conseil, scribe, trésorier provincial, directeur des registres des timars, bey de Sanac, etc. Sa vie couvre toute la seconde moitié du XVIe siècle.

## Biographie

### Éducation
Né le 28 avril 1541 à Gelibolu, une ville de province dans le détroit des Dardanelles, Mustafa Ali est le premier fils de la famille. Son vrai nom est Mustafa. Son père, Ahmed, issu d’une famille d’érudits, est un commerçant prospère d'origine croate converti à l'Islam qui fréquente les intellectuels et les poètes (p. 134). Mustafa Ali commence son éducation formelle à l’âge de six ans incluant une formation en religion et en logique. Il apprend aussi le turc, le persan et l'arabe (p. 134). En 1556, à l'âge de seize ans, il part pour Constantinople, pour y poursuivre ses études. Il fréquente les médersas de Rüstem Paşa, Haseki et Semaniye. Il y apprend les sciences islamiques fondamentales (le tafsîr [exégèse coranique] et le fiqh [jurisprudence islamique]), l'arabe, le persan et la littérature auprès du poète et professeur en : Süruri et ainsi que d’autres grands maîtres de l’époque, comme le poète en : Hayâlî. Il y apprend aussi la calligraphie. Il commence à écrire en utilisant d’abord le pseudonyme de "Çeşmî", puis, à 17 ans, il prend le nom de plume d’Ali. Ce dernier surnom devient son identité littéraire pour toutes ses œuvres.

### Carrière

#### De 1561 à 1578
En 1561, après avoir reçu son diplôme, il soumet sa candidature pour un poste de professeur ou de juge, mais il est par Soliman 1er, (p. 5-6). Il est envoyé au service du prince Selim comme secrétaire et il écrit sa première œuvre littéraire, Mihr ü Mâh  (Le soleil et la lune). Il passe environ deux ans auprès du prince qui était gouverneur à Konya et à Kütahya. En 1563, à l’âge de 22 ans, il accepte le poste de secrétaire particulier du précepteur du prince Selim, Lala Mustafa Pacha qui devient son mécène et il se rend à Damas avec lui. Dans les années qui suivent, la vie de Mustafa Ali suit celle du Lala Mustafa Pacha devenu grand vizir et il visite plusieurs parties de l’Empire ottoman et du Moyen-Orient, de la Bosnie au Caucase, en passant par la Syrie et l’Égypte (p. 77).
Quand le prince Selim devient sultan en 1566, Lala Pacha Mustafa et Ali entrent à la cour impériale de Constantinople. Ce dernier saisit cette occasion pour s'introduire dans la société littéraire et côtoyer les figures littéraires les plus en vue de l'époque. Durant cette période, il entreprend l’écriture de son premier ouvrage historique Nâdirü’l-mahârib (Le combat sans pareil) qui raconte la bataille de Konya en 1559.
Lala Mustafa Pacha est nommé à la tête de l'armée du Yémen en 1568 et Mustafa Ali l'accompagne en Égypte. Après la destitution de son mécène, Mustafa Ali se retrouve sans protecteur et sans emploi. Il fait appel au prince Mourad qu'il rejoint à Manisa. L'année suivante (1569), il se rend à Constantinople et il soumet son œuvre intitulée Heft Meclis (Sept Assemblées), au grand vizir Sokollu Mehmet Pacha dans le but toujours de faire carrière à la cour impériale. Mais, il obtient de nouveau un poste de scribe, et ce, auprès de Ferhat-pacha Sokolovic (p. 6) nommé gouverneur de Bosnie et Mustafa Ali se rend avec lui à Banja Luka. Quand Mourad III accède au trône (1574), Mustafa Ali se rend de nouveau dans la capitale pour lui présenter sa nouvelle œuvre Zübdetü’t-Tevârih (L'essence des histoires) en espérant obtenir la protection du nouveau sultan grâce à cette œuvre. Mais, il ne parvient pas à obtenir de poste à la cour et il retourne en Bosnie où il passera encore quelques années. Mustafa Ali pense que ces postes de bureaucrate ne lui conviennent pas, lui qui est un homme de lettres et il tente à plusieurs reprises d'obtenir de meilleures affectations et de retourner à Constantinople sans succès. Ses frustrations alimentent son œuvre littéraire.

#### De 1578 à 1592
Après une période inactive, Mustafa Ali est affecté comme secrétaire de Lala Mustafa Pacha nommé vice-roi de la Géorgie et en 1578, il l'accompagne dans la campagne contre la Géorgie et la Perse. En reconnaissance de ses services rendus lors de la conquête du Chirvan, Mustafa Ali est nommé directeur des finances à Alep. Il est de nouveau démis de ses fonctions en 1583 et reste sans emploi pendant deux ans (p. 6). Puis, il est nommé responsable des finances d'abord à Erzurum et six mois plus tard à Bagdad. Mais, il est de nouveau congédié et il retourne à Constantinople où il reste sans travail pendant un certain temps. En 1588, il obtient un poste de responsable des finances à Sivas, mais cet emploi ne dure pas longtemps non plus. Mustafa Ali subit la situation difficile qui sévit dans l'Empire ottoman. La crise monétaire, l'exode des paysans vers les villes, les durées brèves de mandats bureaucratiques, le désintérêt du sultan envers les lettrés, tout cela contribue à lui créer une vie instable  qu'il trouve éprouvante et cela a teinté son œuvre littéraire (p. 8).

#### De 1592 à 1600
Après quelques années passées à Constantinople sans emploi et après de nombreux appels pour obtenir un poste de plus grande importance, en 1592, Mustafa Ali est de nouveau nommé secrétaire, cette fois des janissaires. Il perd aussi ce poste. La même année, il entreprend la rédaction de son œuvre magistrale Künhü-l-Ahbâr (L'essence de l’histoire), (p. 134). Il retourne alors dans sa ville natale Gelibolu puis, il obtient le poste de directeur des registres, mais la nomination de Sinan Pacha pour la troisième fois au poste de grand vizir, entraîne la destitution de Mustafa Ali. En 1595, Mustafa Ali participe aux cérémonies accompagnant l'accession de Mehmed III au trône. Il obtient alors les fonctions de contrôleur des finances de Sivas et de gouverneur du district d'Amasya, ensuite du district de Kayseri. Après cela, il retourne à Constantinople. En 1599, il visite Le Caire et il passe quelque temps en Égypte où il continue à écrire, entre autres, sur les coutumes et les traditions du Caire. Il y termine son ouvrage Künhü'l-aḫbār (p. 7). La même année, il est enfin nommé à un poste supérieur d'importance : celui de gouverneur général de Syrie (p. 134). Il quitte définitivement Constantinople et fait un pèlerinage à La Mecque. Il se rend à Djeddah (Arabie saoudite) pour prendre son dernier travail comme gouverneur de district. Il tombe malade et meurt à Djeddah en 1600 (p. 7).
« À l'instar de l'élite soufie, il (Mustafa Ali) se considère comme membre de l'hass al-hass, le plus noble parmi les nobles. », (p. 79). Ambitieux, Mustafa Ali écrit plusieurs œuvres pensant qu'elles deviendraient des outils principaux auprès des dirigeants pour l'aider à réaliser son désir de devenir un bureaucrate de rang supérieur dans l'administration ottomane, comme la chancellerie ou le gouvernorat. Mais, il n'y arrive jamais — sauf à la fin de sa vie —, essuyant des renvois, des refus, des déceptions et ce, bien qu'il soit une figure littéraire importante dans la deuxième moitié du XVIe siècle. Tous ces refus et la situation sociale difficile dans l'Empire ottoman ont marqué son travail littéraire.
Son œuvre jugée la plus importante par plusieurs est sans nul doute Künhü'l-aḫbār (L'Essence de l'Histoire), histoire universelle qui va de la création du monde jusqu'à l'année 1000 du calendrier islamique, c'est-à-dire 1591-1592. Ce livre et tous les écrits historiques de Mustafa Ali sont des sources précieuses pour l'histoire de l'Empire ottoman du XVIe siècle.

## Œuvres
Écrite sur une période d'environ quarante ans, l'œuvre de Mustafa Ali Gelibolulu comprend plus de 55 ouvrages dont certains ont traversé le temps et d'autres restent encore à découvrir (p. 8). Son œuvre couvre plusieurs domaines: la politique, l’histoire, la littérature, la morale et le mysticisme islamique. Il commence par écrire de la poésie et des ouvrages littéraires. Puis, il se tourne principalement vers des travaux liés à l'histoire. Il rédige aussi des biographies et des ouvrages qui portent sur d'autres aspects de la vie sociale.
La majorité des titres cités ci-dessous sont tirés de plusieurs œuvres dont  Gelibolulu Mustafa Ali's Life and Works, de Kasım Ertas. Dans plusieurs travaux consultés, les œuvres de l'auteur sont classées en trois catégories : les œuvres littéraires, historiques et celles portant sur d'autres sujets. C'est cette classification qui est utilisée ci-dessous. Tous les titres sont présentés en ordre alphabétique et sont traduits littéralement.

### Littéraire
Gelibolulu Mustafa Ali a écrit une vingtaine d'œuvres poétiques, incluant quatre divans. Même s'il a du talent comme poète, il n'atteint pas la valeur des poètes comme Nef'i ou Bâkî .
1. Bedâyi‛ü’l-Metâli (Les Commencements des splendeurs) : commentaire sur un poème du sultan Mourad III. Cependant, aucun manuscrit ni aucune copie de cette œuvre n'ont été retrouvés.
2. Bedî‛ü’r-Rukûm (La beauté des vers) : œuvre littéraire écrite pour démontrer son talent dans la composition de poèmes en persan et en arabe.
3. Câmi’nin bir beytinin şerhi (L'explication d'un vers de Câmi) : exégèse d'un seul vers du Mevlana Abdurrahman Cami (1414-1490).
4. Dakâ’ikü’t-Tevhîd (Les subtilités de l'unité) : commentaire sur un ghazal[a 10] de Mourad III. Le titre de ce commentaire ne vient pas de Mustafa Ali, c'est un ajout ultérieur.
5. Gül-i Sad-Berk (La rose de la pureté) : compilation des vers d'ouverture de cent ghazals de l'auteur.
6. Hulâsatül-Ahvâl der Letâfet-i Mevâ‛iz-i Sahihü’l-Hal (Résumé des conditions de la sagesse dans l’élégance des discours des vérités essentielles) : poésie satirique traitant de la situation des différentes classes sociales comme celle de poète,de vizir et de sultan.
7. Ma‛âlimü’t-Tevhîd (Les signes de l'unicité) : commentaire sur un ghazal de Mourad III.
8. Manzûm Kırk Hadîs Tercümesi (Traduction en vers de quarante hadiths) : traduction en vers de quarante hadiths du Prophète Mahomet.
9. Mihr ü Mâh (Le soleil et la lune) : première œuvre de Mustafa Ali Gelibolulu écrite en 1549 dans la tradition ottomane classique explorant l'amour et la quête spirituelle[5]. Elle comprend des qasidas et de panégyriques.
10. Mihr-ü Vefâ (L'amour et la fidélité) : un roman d'amour dans le style classique. Mustafa Ali mentionne cette œuvre dans Nasîhatu’s-Selâtîn. Cependant, aucun manuscrit ni aucune copie de cette œuvre n'ont été retrouvés.
11. Nikâtü’l-Kâl fi Tazmîni’l-Makâl (Les points de discours sur la structuration des déclarations) : commentaire sur un ghazal de Mourad III.
12. Ravza-i ‛İrfân (Les jardins de la connaissance) : Mustafa Ali mentionne cette œuvre dans Sadef-i Sad-Güher. Cependant, aucun manuscrit ni aucune copie de cette œuvre n'ont été retrouvés.
13. Ravzatü’l-Letâif (Le jardin des subtilités) : le poète et biographe Kınalızâde Hasan Çelebi (en) mentionne cette œuvre en réponse à une lettre que Mustafa Ali lui a envoyée. Cependant, aucun manuscrit ni aucune copie de cette œuvre n'ont été retrouvés.
14. Riyâzü’s-Sâlikîn (Les Jardins des voyageurs spirituels) : manuel spirituel destiné aux soufis et aux chercheurs de vérité.
15. Sadef-i Sad-Güher (La coquille de la perle précieuse) : écrit en 1593. L'auteur présente son curriculum vitae, il parle aussi de la renommée et de la gloire de sa ville natale Gelibolu. Elle comprend 100 ghazals.
16. Subhatü’l-Abdâl: (La splendeur des Abdals) : cette œuvre comprend des poèmes écrits de type "mersiye"[a 11] à différentes parties de sa vie.
17. Subhatül-İnâbe (Le rosaire de la repentance) : poème mystique de 90 vers en style terkib-i bend. Le poème traite de la mystique islamique.
18. Tuhfetü’l-‛Uşşâk (Le cadeau des amoureux): écrit vers 1561-1563. Texte mystique qui parle de l'amour divin et spirituel, en réponse au Matlaü’l-Envâr du poète et mystique iranien Hüsrev-i Dihlevî. Il comprend moins de 3000 vers.

#### Divans
1. Farsça Dîvân (Divan en persan) : poèmes en persan où Mustafa Ali exprime ses idées poétiques et mystiques[5]. L’auteur mentionne cette œuvre dans Nasîhatu’s-Selâtîn. Cependant, aucun manuscrit ni aucune copie de cette œuvre n'ont été retrouvés.
2. Dîvân en turc-I : Vâridâtü’l-Enîkâ (Les inspirations de l'Enîka) : parmi ses trois divans turcs, c’est l’œuvre la plus volumineuse.
3. Dîvân en turc-II: Lâyihatü’l-Hakika (Le recueil des vérités).
4. Dîvân en turc-III : (sans titre) : recueil de poèmes en turc. Cette œuvre est le dernier divan de Mustafa Ali et elle a été compilée après sa mort[5].

### Histoire
Mustafa Ali est un fin observateur objectif de l'administration ottomane. Il tire des analogies et élabore des concepts ou des théories pour le gouvernement et il est un témoin important et l'un des plus prolifiques de l'histoire ottomane du XVIe siècle (p. 74).
1. Câmi'ül-buhûr der Mecâlis-i Sûr (L'assemblée des mers) : écrit en 1583, cette œuvre évoque les festivités somptueuses organisées à Constantinople pour la circoncision du prince Mehmed, fils de Mourad III qui eut lieu en 1582.
2. Fursatnâme (Le livre des opportunités) : c'est la suite du livre Nusretnâme. L'ouvrage raconte la campagne de Géorgie menée par Sinan Pacha en 1580, sous le commandement de ce dernier[5].
3. Fusûli’-Hall ü-‛Akd ve Usûl-i Harc u Nakd (Chapitres sur la résolution des problèmes et les principes des dépenses et des revenus) : l'auteur parle des causes de l'ascension et de la chute des États islamiques[1].
4. Hâlâtü'l-Qâhire mine'l-Âdâti'z-Zâhire ("L'état du Caire selon les coutumes apparentes") : mémorandum rédigé au Caire en septembre 1599, le dernier ouvrage historique de Mustafa Ali qui aborde l'Égypte, ses coutumes et la décadence des Turcs d'Égypte. Cet ouvrage représente une source importante pour l'histoire ottomane, en raison de son contenu concernant les beys ottomans en Égypte[5],[1].
5. Heft Meclis (Les sept assemblées) : écrit vers 1569. L'ouvrage raconte la dernière campagne de Soliman le Magnifique, la campagne de Szigetvár, la fin de son règne et l'accession au pouvoir de Selim II[5].
6. Künhü-l-Ahbâr (L'essence de l'histoire) : commencé en 1592 et terminé 1599. C'est l'œuvre la plus importante de Mustafa Ali Gelibolu. Écrit en turc, le livre raconte l'histoire monumentale du monde, en partant de la création d'Adam jusqu'au règne de Mehmed III. Par la suite, beaucoup d'historiens ottomans se sont basés sur ce document détaillant l'histoire ottomane de la deuxième moitié du XVIe siècle[2]. À noter, contrairement à coutume de l'époque, Ali cite ses sources qui sont au nombre d'environ 130.
7. Manaqib-i Hunar-waran (Les vertus des artisans ou Actes épiques des artistes) : commencé à Bagdad en 1585 et terminé à Constantinople en 1587 (p. 134)[4]. Histoire de la calligraphie incluant des biographies de célèbres calligraphes, enlumineurs, peintres et relieurs.
8. Mir’âtü’l-Avâlim (Le miroir des mondes) : écrit en 1587 à l'occasion de la naissance du fils du Mourad III. Ce livre raconte les mythes et superstitions liés à la création du monde et des êtres vivants[5]. Il comprend deux sections: la première parle des créatures créées avant Adam et la seconde de l'univers après Adam.
9. Mirkâtü’l-Cihâd (Le miroir de la guerre sainte) : livre écrit en s'appuyant sur l'œuvre Danişmendnâme de Mevlânâ Ibn-i Ala et qui est dédié à la glorification des exploits militaires de Danişmend Gazî et des Danichmendides.
10. Müşkât (La lumière müşkât) : Mustafa Ali mentionne cette œuvre dans son œuvre Sadef-i Sad-Güher. Cependant, aucun manuscrit ni aucune copie de cette œuvre n'ont été retrouvés.
11. Nâdirü’l Mehârib ("Le combat sans pareil") : écrit de 1567 à 1569. Le premier ouvrage historique écrit par Mustafa Ali qui raconte la bataille de Konya en 1559 entre le prince Selim et son frère Bayezid pour l'accession au trône. Récit en prose et en vers, le livre est orné de poèmes en persan.
12. Nusretnâme (Le livre de la victoire) : écrit en 1580. Basée sur des lettres rédigées au nom de Lala Mustafa Pacha, c'est l'histoire illustrée de la campagne de Géorgie et de Chirvan 1578-1579, menée par Lala Mustafa Pacha entre 1578-1580 ainsi que celle de la construction de la forteresse de Kars. Livre illustré. Il est suivi de Fursatnâme. Voir Fursatnâme plus haut.
13. Zübdetü't-Tevârîh (L'essence des histoires) : traduction étendue du livre İşrâku’t-Tevârih de l'historien et écrivain Kadı Adûd. Il aborde des récits du prophète Mahomet, des Dix Promis au Paradis, des Compagnons et des saints[1].

### Traité, politique, sociologie et autres domaines
1. Câmi‛ü’l-Kemâlât (Le recueil des perfections) : traité qui parle de vertus de Mourad III et loue sa grandeur.
2. Dürer-i Mensûre (Les perles précieuses) : Mustafa Ali Gelibolulu mentionne le titre de cette œuvre dans Sadef-i Sad-Güher. Cependant, aucun manuscrit ni aucune copie de cette œuvre n'ont été retrouvés.
3. Enîsü’l-Kulûb (L'ami des cœurs) : œuvre en prose écrite à Damas entre 1563 et 1568, traitant de la construction. Une copie incomplète a été retrouvée à la Bibliothèque d'État de Berlin[1].
4. Ferâidü’l-Vilâde (L'unique perle de la naissance) : écrit en 1587. Traité qui raconte que la naissance d'Osman, fils de Mourad III, coïncidait à un moment propice selon l'astrologie[5].
5. Hakâyikül-Ekâlim (Les récits des régions) : texte qui aborde les qualités nécessaires aux fonctionnaires pour qu'ils soient assignés aux affaires d'État sous Mourad II.
6. Hilyetür-Ricâl (Le portrait des hommes) : ouvrage qui traite des caractéristiques spirituelles et morales des grands hommes de piété ou des maîtres soufis[5].
7. Kavâ‛idü’l-Mecâlis (Les règles des assemblées) : écrit en 1587. Sous l'ordre de Mourad III, Mustafa Ali Gelibolulu écrit ce livre qui porte sur les règles de bienséances et des principes de la sociabilité. Voir aussi Mevâ‛idün-Nefâis f î Kavâ‛idül-Mecâlis.
8. Mahâsinü’l-Âdâb (Les vertus des bonnes manières) : livre de politique et de bienséance. Mustafa Ali Gelibolulu a traduit certains passages de l'œuvre de l'écrivain arabe Al-Jahiz, intitulée Minhâcü’s-Süluk ilâ Âdâbi Sohbeti’l-Müluk (La voie du cheminement vers les bonnes manières dans la compagnie des rois). Il fait des ajouts et des suppressions à partir du texte original.
9. Me‛âyibü’l-Erzâl (Les vices des basses classes) : écrit en 1599. Mustafa Ali mentionne cet ouvrage dans son œuvre Sadef-i Sad-Güher. Cependant, aucun manuscrit ni aucune copie de cette œuvre n'ont été retrouvés.
10. Menşeül İnşâ (Les origines de la rédaction) : lettres écrites par Mustafa Ali pour lui-même et pour certains dignitaires. Ces lettres sont une des sources biographiques sur Mustafa Ali.
11. Mevâ‛idün-Nefâis f î Kavâ‛idül-Mecâlis (Les tables de délices concernant les règles des assemblées) : dernier ouvrage d'Ali écrit en 1599 au Caire. Version augmentée de l'œuvre intitulée Kavâ‛idü’l-Mecâlis. Ali critique les dysfonctionnements de l'administration de l'État ainsi que les coutumes et modes de vie de différentes classes sociales au Caire[5].
12. Münşeât (Correspondance) : anthologie de lettres en turc et en persan, de documents officiels. Mustafa Ali présente des exemples de correspondances selon différents contextes, que ce soit des lettres personnelles, diplomatiques ou politiques.
13. Nashatu’s-Selâtîn (Les conseils aux sultans) : écrit en 1581. Ce livre offre des conseils et propose des réformes destinées au sultan Mourad III pour le guider et l'aider à gérer l'État.
14. Nevâdirü’l-Hikem (Les curieuses parcelles de sagesse) : ce livre traite de certains soufis et érudits célèbres et de différents sujets scientifiques et intellectuels. Il renferme aussi des conseils variés sur la morale, la philosophie et la spiritualité.
15. Nüzhet (Le divertissement) : le titre de cette œuvre est mentionné dans Sadef-i Sad-Güher. Cependant, aucun manuscrit ni aucune copie de cette œuvre n'ont été retrouvés.
16. Râhatü’n-Nufûs (Le repos des âmes) : traduction modifiée et augmentée de l'œuvre Rücu‘üş-Şeyh ilâ Sıbah (Le retour du cheikh à l'aube) de l'érudit du XVIe siècle, Tifaşî.
17. Risâle : III.Murad’ın 120 yıl ömür süreceğine dair risâle (Le traité prédisant une vie de 120 ans pour le sultan Mourad III) : traité expliquant pour Mourad III il vivrait 120 ans.
18. Risâle-i Zırgâmiyye (Le traité du lion) : livre louangeant Deli İbrahim Pacha, le frère de la dame de compagnie en : Canfeda Hatun qui jouissait d'une grande influence à la cour de Mourad III. Deli İbrahim Pacha tua un lion qui causait la terreur dans la ville de Raqqa.
19. Sad Kıssa ve Sad Hisse (Le bon récit et la bonne morale) : il a été longtemps supposé que cette œuvre existait. Mais à la découverte de l'œuvre Enîsü’l-Kulûb, il est apparu évident que ce nom était plutôt une des qualités de l'œuvre Enîsü’l-Kulûb.
20. Sultana öğütler (Les conseils à la sultane).
21. Tuhfetü’s-Sulehâ (Le cadeau des vertueux) : traduction faite avec des ajouts utiles par Ali du traité intitulé Eyyühe’l-veled (Ô enfant) de l'imam Al-Ghazâlî (1058-1111).
22. Vakıfnâme (Acte de fondation) : Mustafa Ali, lors de sa visite aux martyrs de Kerbala en 1586, fait construire un sebil (fontaine). Cette œuvre est le vakfnâme qu'Ali a rédigé concernant la gestion de ce sebil.
23. Zübdetü’l-Evrâd (La quintessence des histoires) : extraits de l'œuvre Dürer-i Mensûre de l'auteur dont aucune copie n'a été retrouvée.

## Calligraphie
Mustafa Ali apprend la calligraphie quand il étudie à Constantinople entre 1556 et 1558. Il a même illustré certaines de ses œuvres dont Nusretnâme.